# Racing Club de Strasbourg 1976-1977
Questa voce raccoglie le informazioni riguardanti il Racing Club de Strasbourg nelle competizioni ufficiali della stagione 1976-1977.

## Maglie e sponsor
Lo sponsor tecnico per la stagione 1976-1977 è Adidas, mentre lo sponsor ufficiale è Crédit Mutuel, in alcune occasioni reso con l'abbreviazione CMDP.
| Manica sinistra · Manica sinistra · Maglietta · Maglietta · Manica destra · Manica destra · Pantaloncini · Calzettoni · Calzettoni | Manica sinistra · Manica sinistra · Maglietta · Maglietta · Manica destra · Manica destra · Pantaloncini · Calzettoni · Calzettoni |

## Organigramma societario
Area direttiva
- Presidente: Alain Léopold
- Amministratore delegato: René Maechler

Area organizzativa
- Segretario generale: Jean-Michel Colin, Armand Zuchner

Area tecnica
- Allenatore: Heinz Schilcher, dal 15 novembre Elek Schwartz

Area sanitaria
- Medico sociale: Mendel Spruch